# Očkovací speciál
Očkovací speciál (v anglickém originále South ParQ Vaccination Special) je druhý díl dvacáté čtvrté řady amerického komediálního animovaného televizního seriálu Městečko South Park. Premiéru měl 10. března 2021 na americké televizní stanici Comedy Central.

## Děj
V South Parku se naplno rozjíždí očkování proti covidu-19. Navzdory tomu, že se situace s pandemií zlepšuje, jsou Kenny a Cartman ve větší depresi, než kdy předtím a bojí se o přátelství mezi Stanem a Kylem. Aby jejich přátelství opět upevnili, provedou jejich třídní učitelce Nelsonové žertík. Ten byl ale poslední kapkou a paní Nelsonová dá výpověď. Jako náhradního učitele dostane třída zpět pana Garrisona, který skončil jako americký prezident. Vráti se se svým novým asistentem, kterého nazývá pan poskok. Celá třída je za to na kluky naštvaná. Aby vrátili věci do normálu, musejí sehnat vakcíny proti covidu-19 pro všechny učitele. Jenže než dostanou svou první dávku, paní Nelsonová zemře na covid-19. Přátelství kluků se nakonec rozpadlo.